# Meneceu (fill de Penteu)
D'acord amb la mitologia grega, Meneceu (en grec antic Μενοικεύς), va ser un heroi tebà, fill de Penteu. De vegades se'l fa net de Penteu i fill d'Oclas.
Va ser el pare de Creont i de Iocasta.